# Шенгелия, Леван Александрович
Леван Александрович Шенге́лия (1 декабря 1921 — 12 сентября 2009) — советский и российский художник кино и кинорежиссёр

. Народный художник РСФСР (1991). Заслуженный художник РСФСР (1974). Лауреат Сталинской премии первой степени (1952) и Государственной премии СССР (1977).

## Биография
Родился в Кутаиси (ныне Грузия). В 1940 году окончил Тбилисское художественное училище, учился на факультете живописи АХ Грузинской ССР. Участник Великой Отечественной войны. В 1950 году окончил художественный факультет ВГИКа (мастерская И. А. Шпинеля). Работал на киностудии «Мосфильм».
Умер 12 сентября 2009 года. Похоронен в Москве на Троекуровском кладбище.

## Семья
Отец советского и российского режиссёра Георгия Шенгелия (р. 1960).

## Фильмография
- 1951 — Тарас Шевченко (художник-декоратор совместно с Б. К. Немечеком)
- 1953 — Адмирал Ушаков; Корабли штурмуют бастионы (оба совместно с А. И. Пархоменко и А. М. Вайсфельдом)
- 1954 — Стрекоза
- 1955 — Урок жизни
- 1956 — Поэт
- 1958 — Дело «пёстрых»; Шли солдаты
- 1959 — Накануне
- 1959 — Произведение искусства
- 1961 — В мире танца (также соавтор сценария); Алые паруса
- 1965 — Наш дом
- 1967 — Таинственный монах
- 1969 — Обвиняются в убийстве; Старый знакомый; Балерина
- 1971 — Корона Российской империи, или Снова неуловимые
- 1972 — Это сладкое слово — свобода
- 1975 — Бегство мистера Мак-Кинли
- 1978 — Кентавры; В день праздника
- 1979 — Осенний марафон (совместно с Э. К. Немечек)
- 1982 — Красные колокола
- 1986 — Первый парень; Обида; Кин-дза-дза! (совместно с А. Д. Самулекиным и Т. Ч. Тэжиком, в титрах не указан)
- 1989 — Я в полном порядке
- 1990 — Наша дача
- 1991 — Бесконечность
- 1992 — Менялы
- 1993 — Стрелец неприкаянный
- 1996 — Мужчина для молодой женщины
- 1998 — Классик

### Режиссёрские работы
- 1962 — Капроновые сети (совместно с Г. И. Полокой)
- 1966 — Девочка на шаре (совместно с Г. Н. Комаровским)

## Награды и премии
- Сталинская премия первой степени (1952) — за фильм «Тарас Шевченко» (1951)
- Государственная премия СССР (1977) — за фильм «Бегство мистера Мак-Кинли» (1975)
- Государственная премия РСФСР имени братьев Васильевых (1981) — за фильм «Осенний марафон» (1979)
- народный художник РСФСР (1991)
- заслуженный художник РСФСР (1974)
- орден Отечественной войны II степени (20.4.1995)